# دييغو كسياس
دييغو كسياس (بالإسبانية: Diego Casillas)‏ هو لاعب كرة قدم مكسيكي في مركز الوسط، ولد في 20 ديسمبر 1994 في المكسيك. لعب مع نادي رينو 1868 ونادي فرسنو.

## وصلات خارجية
- دييغو كسياس على موقع قاعدة بيانات كرة القدم.إي يو (الإنجليزية)
- دييغو كسياس على موقع Soccerway.com (الإنجليزية)